# Amílcar Pereira
Amílcar da Silva Pereira (Bragança, 16 de fevereiro de 1919 – Rio de Janeiro, 27 de fevereiro de 2012) foi um médico, professor e político brasileiro que governou o Amapá entre os anos de 1956 a 1958.